# Michał Gieleta
Michał Gieleta (ur. w 1974), występuje także jako Michael Gieleta – reżyser teatralny i operowy.

## Życiorys
W 1996 ukończył studia w zakresie literatury na Uniwersytecie Oksfordzkim, gdzie jego mentorem był m.in. Cameron Macintosh. Ponadto ukończył program reżyserski w National Theatre w Londynie. Po studiach był asystentem Franco Zefirellego przy jego realizacji Absolutely! (perhaps) Pirandella na West Endzie. Asystował również w Royal Shakespeare Company. Reżyseruje głównie na deskach teatrów brytyjskich, amerykańskich, skandynawskich i południowoafrykańskich. Pełnił obowiązki dyrektora artystycznego awangardowej The Cherub Company London.
W maju 2017 w wyniku konkursu został kandydatem rekomendowanym Ministrowi Kultury i Dziedzictwa Narodowego, na stanowisko dyrektora artystycznego Narodowego Starego Teatru im. Heleny Modrzejewskiej w Krakowie – startował w tandemie z krytykiem teatralnym Markiem Mikosem. We wrześniu nie został powołany na powyższe stanowisko.
Spośród jego spektakli operowych: światowa prapremiera The Prince of Players (Carlisle Floyd – Houston Grand Opera, USA oraz Florentine Opera, USA) w 2016, Hubička (Smetana), Maria (Roman Statkowski) w 2013 w Operze Bałtyckiej oraz Koanga (Elgar – Wexford Opera Festival), The Kiss (Smetana) oraz La Rondine – Opera Theater os Saint Louis, USA), Manon (Massenet – Cape Town Opera, RPA), Der Schauspieldirektor (Mozart) oraz Le Rossignol (Strawinski – Santa Fe Opera, USA), La Bohème (Yale Opera, USA), Der Zauberflüte (Chicago Opera Theater, USA) oraz Tosca w Operze Wrocławskiej w 2021
Spośród spektakli teatralnych: polska prapremiera Projekt Laramie (Moisès Kaufman, Teatr Dramatyczny m.st. Warszawy, Lingua Franca autor: Peter Nichols – Brits off Broadway, Nowy Jork oraz Fingborough Theatre, London), Fragile! (Tena Stivičič) oraz Le Mariage (David Lescot – Arcola Theatre, Londyn, Amadeus (Peter Shaffer – Maltz Jupiter, USA), Bitter Sweet (Noël Coward – Bard Summerscape, Nowy Jork), Hortensia and the Museum of Dreams (Nilo Cruz – Finborough Theatre, Londyn), Wieczór Trzech Króli (William Shakespeare) Festiviteten Haugesund, Norwegia) oraz włoska premiera Naszej klasy (Tadeusz Słobodzianek – Roma Teatro Festival) w 2012.
Współpracował z Yale School of Opera, Royal College of Music oraz Birmingham Conservatoire. Jest także jednym z reżyserów Akademii Szekspirowskiej w Royal Academy of Dramatic Art.